# Естер Гільмаїн
Естер Гільмаїн (ісп. Esther Guilmáin, при народженні Марія Естер Гутьєррес Пуерта, ісп. María Esther Gutiérrez Puerta; нар. 25 липня 1945, Гвадалахара, Халіско) — мексиканська акторка.

## Життєпис
Народилася 25 липня 1945 року у місті Гвадалахара, штат Халіско, в родині Лусіло Гутьєреса та Офелії Гільмаїн, акторки, вимушеної серед багатьох інших митців емігрувати з рідної Іспанії після завершення громадянської війни, в якій вона втратила брата та сестру. Брат — актор Хуан Феррара (1941). Сестра — акторка Лусія Гільмаїн (1942—2021).
У 1990—2011 роках співпрацювала з компанією Televisa, виконуючи другорядні ролі у теленовелах, серед яких «Валерія і Максиміліано» (1991), «Інша» (2002), «Мій гріх — у любові до тебе» (2004), кілька епізодів популярного телешоу Сільвії Піналь «Жінка, випадки з реального життя» та інші.
У 1975—1990 роках перебувала у шлюбі з актором і продюсером Хорхе Ортісом де Пінедою. У пари народилися двоє синів — Педро (1977, актор, режисер і продюсер) та Оскар. Шлюб завершився розлученням.
На початку 2015 року перенесла важкий інсульт, після чого припинила кар'єру.

## Фільмографія
| Рік       |   | Українська назва                 | Оригінальна назва            | Роль              |
| --------- | - | -------------------------------- | ---------------------------- | ----------------- |
| 1990      | с | Білі ангели                      | Ángeles blancos              | Гвадплупе         |
| 1991      | с | Валерія і Максиміліано           | Valeria y Maximiliano        | Берта             |
| 1998—2006 | с | Жінка, випадки з реального життя | Mujer, casos de la vida real | різні персонажі   |
| 2002      | с | Інша                             | La otra                      | Естер             |
| 2004      | с | Мій гріх — у любові до тебе      | Amarte es mi pecado          | Мікаела Монтальво |
| 2007      | с | Слово жінки                      | Palabra de mujer             | Ельза             |
| 2008      | с | Роза Гвадалупе                   | La rosa de Guadalupe         | різні персонажі   |
| 2011      | с | Як то кажуть                     | Como dice el dicho           | Петра / Тереза    |